# Javier Betancourt (beisbolista)
Javier Alejandro Betancourt Alfonzo (nacido en Santa Teresa del Tuy, Miranda, Venezuela, el 8 de mayo de 1995) es un beisbolista profesional venezolano que juega en las posiciones de segunda base, Campocorto y Tercera base, en la Liga Venezolana de Béisbol Profesional, juega con el equipo Leones del Caracas.

## Carrera como Beisbolista

### 2017
El 25 de noviembre de 2017, el pelotero venezolano Javier Betancourt, defensor de la segunda base de los Leones del Caracas de la Liga Venezolana de Béisbol Profesional (LVBP), fue herido de bala en el brazo izquierdo, no jugará más esta temporada 2017-18 con el equipo. Betancourt de 22 años, ha dejado esta campaña cifras topes en su carrera en la LVBP al disputar 28 juegos, anotar 10 carreras y pegar 18 cohetes, 2 de ellos dobletes, para promediar .310 al bate. El Mánager capitalino Mike Rojas le ha dado un rol de suplente dentro de la novena que lidera la LVBP, aunque solo se ha perdido 12 encuentros.